# Madrasostes kazumai
Madrasostes kazumai là một loài bọ cánh cứng trong họ Hybosoridae. Loài này được Ochi, Johki & Nakata miêu tả khoa học năm 1990.